# Chrysaora fuscescens
Chrysaora fuscescens, comúnmente conocida como la ortiga de mar de la costa oeste, ortiga del Pacífico o simplemente ortiga de mar, es una especie de medusa de la familia scyphozoa de libre flotación que vive en el Océano Pacífico Oriental desde Canadá hasta México. 
Tienen una longitud de 57 cm, pueden llegar a pesar hasta 25 kilos.
Las Ortigas del Pacífico tienen una campana de color marrón-dorado distintivo con un tinte rojizo. La campana puede llegar a ser más grande que un metro de diámetro, aunque la mayoría son de menos de 50 cm de diámetro. Los brazos forman largas espirales blancas y sus 24 tentáculos marrones ondulantes dejan una medida de entre 3,6 y 4,6 metros. Para los seres humanos, su picadura es a menudo irritante, pero rara vez peligrosa.
La Chrysaora fuscescens ha demostrado ser muy popular para exhibición en acuarios públicos, debido a sus colores brillantes y su relativamente fácil mantenimiento. Cuando se proporcionan condiciones adecuadas de acuario, la medusa vive bien bajo condiciones de cautiverio.
Las ortigas del Pacífico no distinguen imágenes, pero detectan la luz y la oscuridad mediante sus ocelos. 
Aunque pique es la presa de peces grandes, aves marinas y de la tortuga laúd gigante, entre otros. 

## Etimología
El origen del nombre Chrysaora se encuentra en la mitología griega con Crisaor, hermano de Pegaso y el hijo de Poseidón y Medusa. Traducido, Crisaor significa "el que tiene un armamento de oro".

## Distribución
Chrysaora fuscescens se encuentra comúnmente en las costas de California y Oregón, aunque algunos ejemplares residen en las aguas del Golfo de Alaska, al oeste de los mares alrededor de Japón y el sur de la Península de Baja California. Las poblaciones alcanzan su punto máximo durante el verano. En los últimos años, C. fuscescens se ha convertido en excesivamente abundante en la costa de Oregón, lo cual se cree que es un indicador del cambio climático. Sin embargo, otros sospechan que la población es cada vez mayor debido a las influencias humanas en las regiones costeras, también se encuentran en los mares de Chile mayoritariamente en el verano.

## Alimentación
En común con otros cnidarios, las Chrysaora fuscescens son animales carnívoros. Atrapan a sus presas mediante los nematocistos, cargado en los tentáculos que cuelgan en el agua. Las toxinas en sus nematocistos son eficaces tanto contra su presa y los seres humanos, a pesar de que no es letal a este último. Debido a que no pueden perseguir a sus presas, deben comer lo que lleva la deriva. Extendiendo sus tentáculos como una gran red, la ortiga del mar es capaz de coger la comida, ya que pasa por allí. Cuando la presa roza los tentáculos, miles de nematocistos son liberados, el lanzamiento de sus aguijones en forma de púas liberan una toxina paralizante.
C. fuscescens se alimenta de una gran variedad de zooplancton, crustáceos, salpas, caracoles, peces pequeños pelágicos, así como de huevos y larvas, y otras medusas. Debido a su creciente número, parecen ser la causa de la reducción de las poblaciones de peces y se han convertido en molestias para los pescadores de Oregón por obstrucción de las redes de pesca. Sus densos bancos se han convertido en un problema para las redes de arrastre.

## Reproducción
Chyrsaora fuscescens es capaz tanto de la reproducción sexual en la fase medusa y la reproducción asexual en la etapa de pólipo. 

## Galería

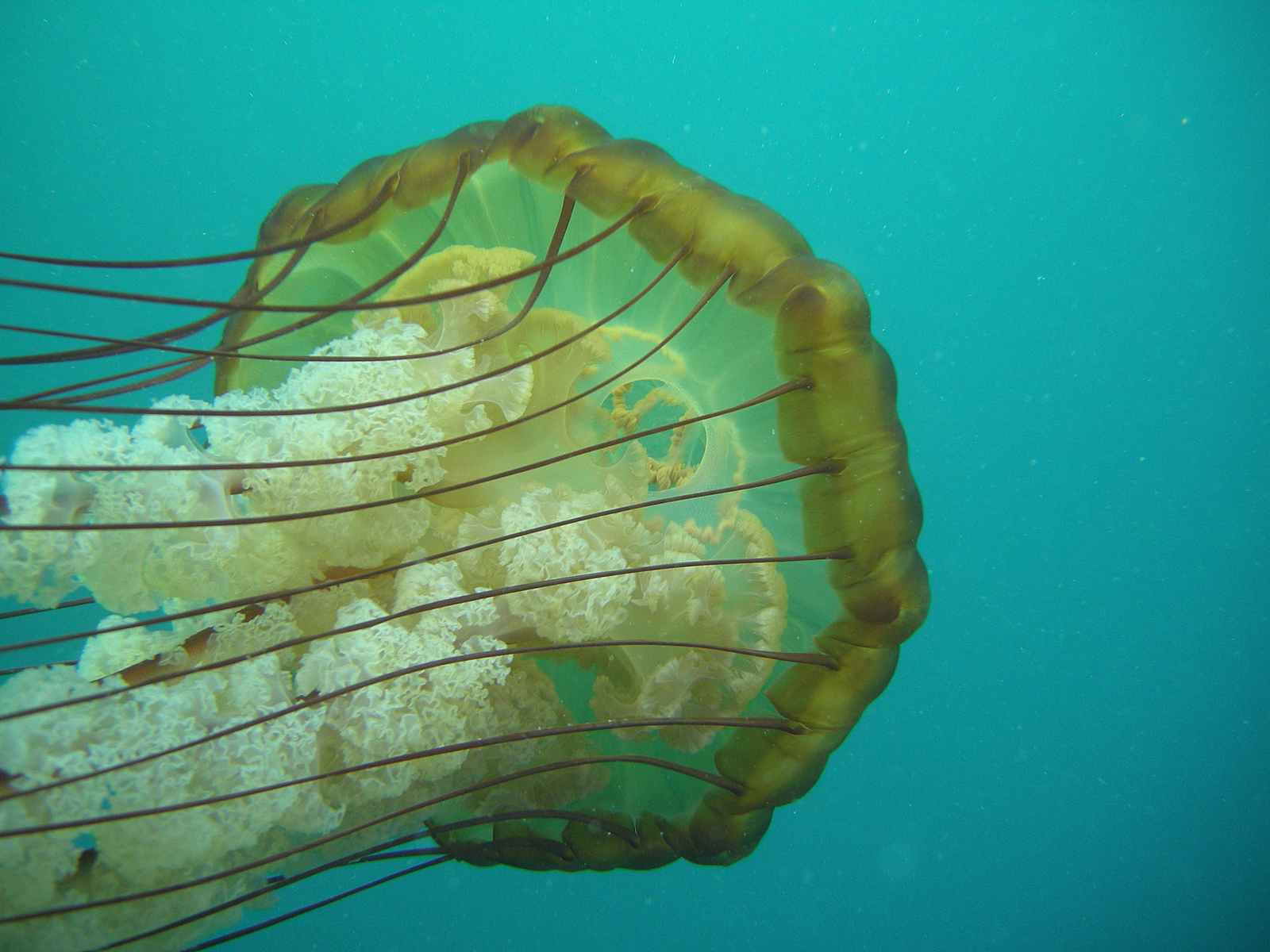
Detalle de la parte inferior de la ortiga de mar del Pacífico.
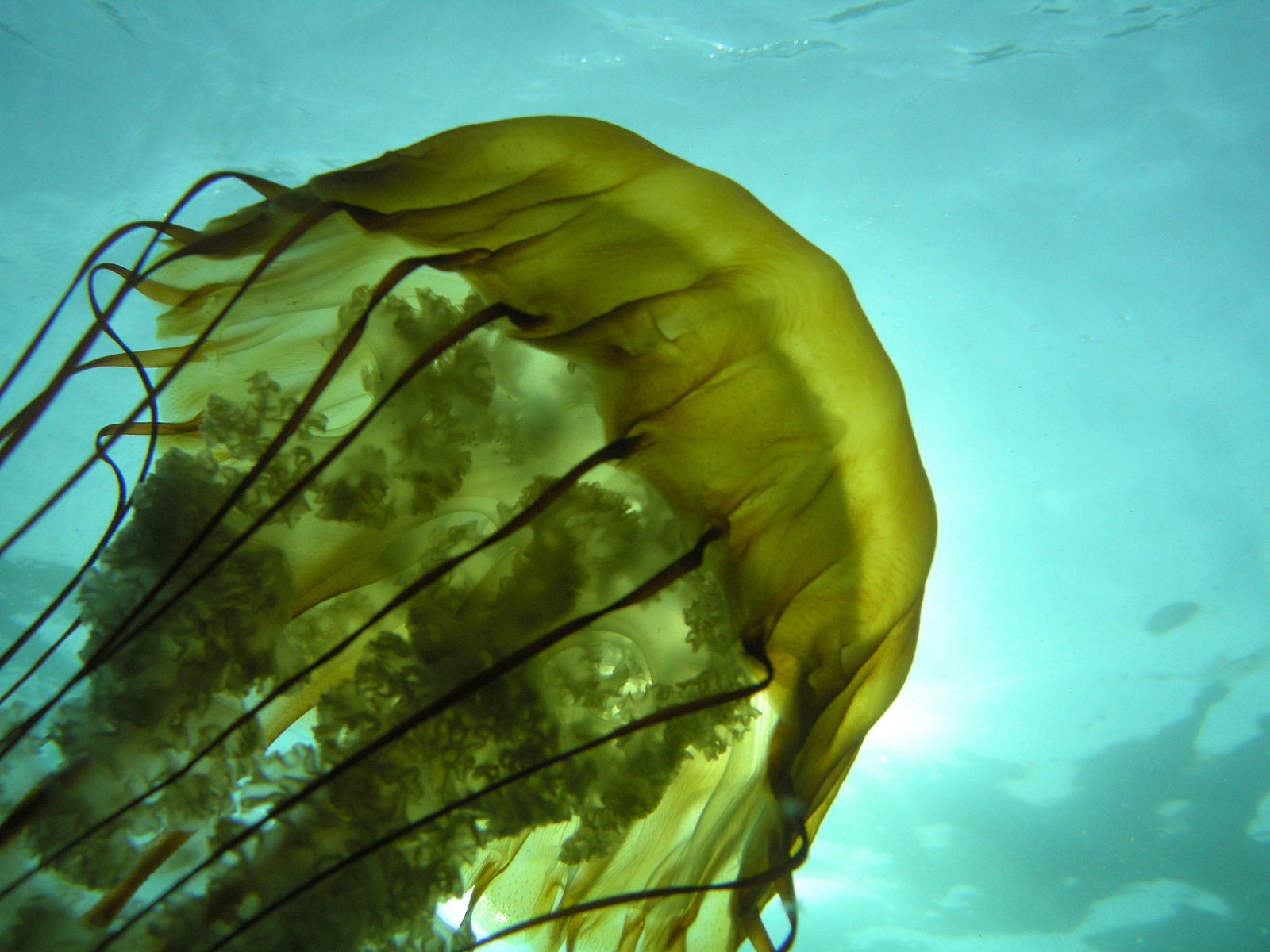
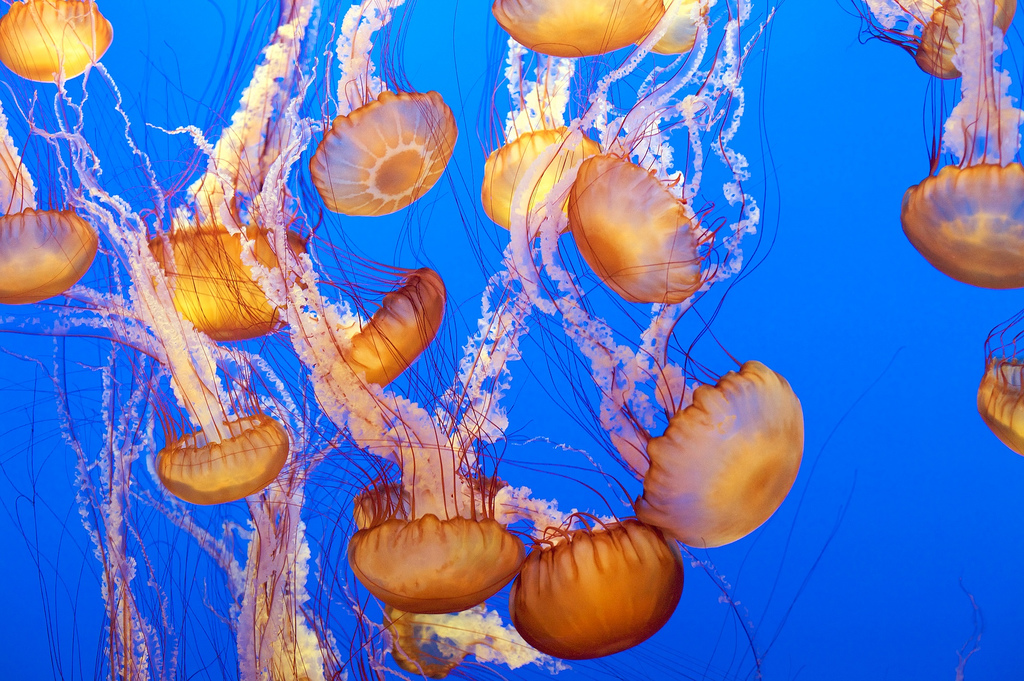
Un enjambre en una exhibición de Monterey Bay Aquarium.
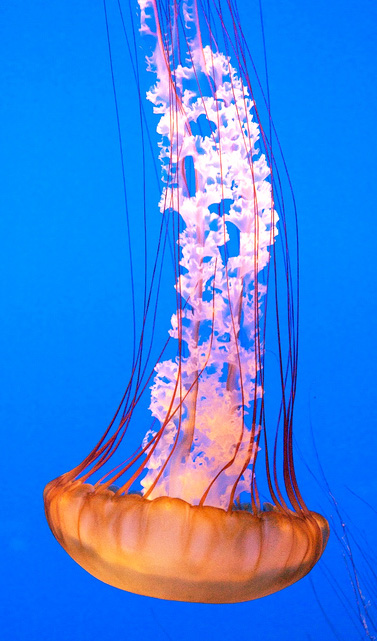